# Robert Mulka
Robert Karl Ludwig Mulka (ur. 12 kwietnia 1895 w Hamburgu, zm. 26 kwietnia 1969 tamże) – zbrodniarz hitlerowski, SS-Hauptsturmführer, adiutant Rudolfa Hößa, komendanta obozu koncentracyjnego Auschwitz-Birkenau.
Podczas I wojny światowej brał udział w walkach na froncie: francuskim, rosyjskim i tureckim. Po wojnie służył w Reichswerze oraz Freikorps. Był członkiem NSDAP pod numerem partyjnym: 7848085.
W głównym obozie Auschwitz pełnił początkowo funkcję dowódcy kompanii strażniczej (Kompanieführer des Wachsturmbanns), a następnie od początku 1942 do marca 1943 był adiutantem komendanta obozu Rudolfa Hössa. Mulka odpowiadał m.in. za organizowanie całego procesu gazowania Żydów w komorach gazowych Birkenau, w tym za dostawy cyklonu B do obozu. Kilkakrotnie osobiście brał udział w „akcjach specjalnych”, a raz w selekcji na rampie kolejowej.
Po zakończeniu wojny mieszkał w Hamburgu, gdzie trudnił się handlem zagranicznym. Jednak władze RFN aresztowały Mulkę w listopadzie 1960. Następnie zasiadł on na ławie oskarżonych w drugim procesie oświęcimskim (1963–1965). Sąd we Frankfurcie nad Menem skazał Roberta Mulkę za jego zbrodnie popełnione w Auschwitz-Birkenau na karę 14 lat pozbawienia wolności. Jednak już w 1968 wypuszczono go z więzienia z powodów zdrowotnych. Zmarł rok później.